# 金井寛
金井 寛（かない かん／かない ひろし、1963年 - ）は日本の脚本家、構成作家。劇団「かーんず企画」主宰。かないかん名義も用いる。
上智大学経済学部卒業。大手電機メーカー勤務の後、脱サラして脚本家・構成作家となる。2011年には自らの劇団「かーんず企画」を立ち上げた。

## 作品

### テレビドラマ
- クラッカー 侵入者（TBS、1997年） - 関根俊夫と共同
- 国産ひな娘 第4話・第7話・第12話・第14話・第16話・第19話・第23話（テレビ東京、1999年）
- 真実を追う男（TBS、2002年） - 金谷祐子と共同
- 愛しき者へ（東海テレビ・フジテレビ、2003年） - 金谷祐子と共同
- 危険な関係（東海テレビ・フジテレビ、2005年） - 金谷祐子と共同
- 子だくさん刑事（テレビ東京、2006年）
- ウォーキン☆バタフライ（テレビ東京、2008年）
- ママはニューハーフ（テレビ東京、2009年）
- 逃亡者おりん2（テレビ東京、2012年）
- 相棒（テレビ朝日、2012年 - 2020年）
  - Season11 第8話・第15話
  - Season12 第2話・第5話・第12話・第17話
  - Season13 第3話・第5話・第6話・第17話
  - Season14 第3話・第9話・第13話
  - Season15 第8話
  - Season16 第4話・第17話
  - Season17 第8話・第15話・最終話
  - Season19 第8話
- 刑事夫婦 第1作 - 第3作（TBS、2014年 - 2017年）
- 最強の法廷 裁判官桜子と10人の評決（テレビ東京、2015年）
- 北海道警事件ファイル 警部補 五条聖子 第3作・第4作（テレビ東京、2015年）

### テレビ番組
- 奇跡体験!アンビリバボー（フジテレビ）

### 舞台
- 少女と結婚詐欺師（2011年）
- 愛を贈れば（2012年）
- お茶の間戦争（2013年）
- 愉快な誘拐犯（2014年）
- 生まれ変わった男（2014年）
- 未来を知る男（2015年）
- それは言わない約束（2016年）
- Rは決して爪を噛まない（2017年）
- お茶の間戦争 〜平成二十九年度版〜（2017年）
- 2099年宇宙の足袋〜10月10日午後3じごろ〜（2019年）